# Aseri
Aseri - okręg miejski w Estonii, w prowincji Virumaa Wschodnia, ośrodek administracyjny gminy Aseri.
W latach 1900–2000 Aseri było połączone towarową linią kolejową z Sondą.